# Camille Balanche
Camille Balanche (* 1. März 1990 in Le Locle) ist eine Schweizer Radrennfahrerin, die sich auf die Disziplin MTB Downhill spezialisiert hat.

## Sportlicher Werdegang
Als Multitalent war Balanche in verschiedenen Sportarten aktiv: Als Kind begann sie mit Skifahren, Leichtathletik und Badminton, 1998 und 1999 wurde sie Junioren-Schweizer-Meisterin im Fechten. Mindestens seit 2002 spielt sie Eishockey, zunächst beim HC La Chaux-de-Fonds und ab 2006 beim HC Université Neuchâtel, mit dem sie 2007 in die Swiss Women’s Hockey League B aufstieg. 2009 nahm sie ein Studium an der University of Montréal auf und spielte für deren Eishockeyteam, die Carabins, in der kanadischen College-Eishockeyliga (CIS). Zudem wurde sie für die Olympischen Winterspielen 2010 in Vancouver nominiert, blieb jedoch beim Turnier selbst ohne Einsatz. Zuvor hatte sie im Jahr 2008 sowohl an der U18-Weltmeisterschaft als auch Weltmeisterschaft teilgenommen. Im Jahr 2012 hörte sie zugunsten ihres Sportstudiums mit dem Eishockeyspielen auf und spielte anschließend noch Volleyball in der 2. Liga, Kin-Ball und Hallenhockey.
Seit 2014 ist Balanche im Mountainbikesport aktiv, zunächst im Enduro, und wurde zwei Mal Schweizer Meisterin in der Disziplin. 2017 wechselte sie zum MTB Downhill und belegte 2018 den 3. Platz bei den Schweizer Meisterschaften und den 5. Platz bei den MTB-Europameisterschaften. Bereits ein Jahr später wurde sie Europameisterin im Downhill.
Zur Saison 2020 bekam sie einen Vertrag beim Team DORVAL AM. Ihren bisher grössten Erfolg erzielte Balanche, als sie bei den UCI-Mountainbike-Weltmeisterschaften 2020 in Leogang bei widrigen Wetter- und Streckenverhältnissen den Weltmeistertitel im Downhill gewann. Dies ist der erste Titel für die Schweiz überhaupt in der Kategorie Elite Damen. Mit dem Titel bei den Schweizer Meisterschaften sowie regelmässigen Top-10-Platzierungen im UCI-Mountainbike-Weltcup beendete sie die Saison 2020 als Dritte in der Weltrangliste (Downill Woman Elite Ranking) der UCI.
2021 stand Balanche in Val di Sole als Dritte erneut auf dem Podium der MTB-Weltmeisterschaften. In Leogang gewann sie das erste Weltcup-Rennen ihrer Karriere und beendete die Saison auf Platz 3 der Weltcup-Gesamtwertung. In der Saison 2022 konnte sie sich noch einmal verbessern und gewann im Weltcup drei Saisonrennen. Damit legte sie auch den Grundstein für den Gewinn der Weltcup-Gesamtwertung im Downhill. Bei den MTB-Europameisterschaften 2022 gewann sie die Silbermedaille, bei den Weltmeisterschaften verpasste sie in dieser Saison als Vierte knapp die Medaillenränge. In der Saison 2023 stürzte sie nach jeweils Platz zwei in den ersten drei Weltcuprennen und bei den Weltmeisterschaften beim vierten Weltcup-Rennen in Vallnord schwer und fiel für den Rest der Saison aus.
In der Saison 2024/25 spielte sie nach 12 Jahren Pause wieder Eishockey für die zweite Frauenmannschaft der Neuchâtel Hockey Academy in der Swiss Women’s Hockey League C.

## Privates
Camille Balanche ist die Tochter des ehemaligen Schweizer Skispringers Gérard Balanche. Sie ist mit  Emilie Siegenthaler, einer ehemaligen Schweizer Elite Downhill-Fahrerin, liiert.

## Erfolge
2019
- Europameisterin – MTB Downhill

2020
- Weltmeister – MTB Downhill
- Schweizer Meisterin – MTB Downhill

2021
- Weltmeisterschaften – MTB Downhill
- Schweizer Meisterin – MTB Downhill
- ein Weltcup-Erfolg – MTB Downhill

2022
- Europameisterschaften – MTB Downhill
- Schweizer Meisterin – MTB Downhill
- drei Weltcup-Erfolge – MTB Downhill
- Gesamtwertung UCI-MTB-Weltcup – MTB Downhill

2023
- Schweizer Meisterin – MTB Downhill
- Weltmeisterschaften – MTB Downhill